# Michael Maltese
Michael Maltese (auch Mike Maltese; * 6. Februar 1908 in New York; † 22. Februar 1981 in Los Angeles) war ein US-amerikanischer Drehbuchautor und Storyboard-Zeichner. Maltese schrieb die Drehbücher für zahlreiche Zeichentrickfilme der Looney-Tunes- und Merry-Melodies-Reihen, bevor er von Warner Bros. zu Hanna-Barbera wechselte und dort an verschiedenen Zeichentrickfernsehserien arbeitete. 

## Leben
Michael Maltese wuchs als Sohn italienischer Einwanderer in New York auf. Er interessierte sich früh für Animationsfilme und fand nach mehreren Versuchen schließlich im Juli 1935 eine Anstellung in den New Yorker Fleischer Studios. Dort stieg er in kurzer Zeit vom Bemaler der Cels zum Inbetweener auf, wurde aber bereits 1936 wieder entlassen. Maltese versuchte daraufhin sein Glück bei einem Trickfilmstudio in Detroit, bevor er schließlich nach Kalifornien ging.
In Hollywood wurde er im Mai 1937 von Leon Schlesinger als Inbetweener für seine Looney-Tunes- und Merry-Melodies-Zeichentrickfilme eingestellt. Michael Maltese strebte anfangs eine Karriere als Animator an, doch wechselte er bald in die Storyabteilung bei Schlesinger. Malteses Name wurde erstmals 1941 im Vorspann des Cartoons The Haunted Mouse genannt. Während anfangs noch ein Autorenpool mit den verschiedenen Regisseuren zusammenarbeitete, wurden bald feste Teams aus Regisseur und Autor gebildet. Maltese arbeitete zunächst mit Friz Freleng zusammen. Gemeinsam entwickelten sie mit Yosemite Sam eine neue Figur, die zu einem der populärsten Widersacher von Bugs Bunny wurde.
Mitte der 1940er Jahre wechselte Maltese von Frelengs Abteilung zu Chuck Jones. Es entwickelte sich eine langjährige Partnerschaft, in der Jones und Maltese zahlreiche Trickfilmklassiker für Warner Bros. schufen. Während Maltese in seinen Storyboards die Gags entwickelte, konnte sich Jones auf die Weiterentwicklung der Figuren konzentrieren. Zu ihren bekanntesten Filmen zählen die zwischen 1951 und 1953 veröffentlichte Hunting Trilogy mit Bugs Bunny, Daffy Duck und Elmer Fudd, die Opernparodien Rabbit of Seville (1949) und What’s Opera, Doc? (1957) sowie die Daffy-Duck-Filme The Scarlet Pumpernickel (1950), Entnervte Ente (1953) und Duck Dodgers in the 24½th Century (1953). 1950 wurde der von Michael Maltese geschriebene Pepé-le-Pew-Cartoon Dicke Luft (For Scent-imental Reasons) mit dem Oscar als bester animierter Kurzfilm ausgezeichnet.
1948 erfand Maltese die Figuren Road Runner und Wile E. Coyote, die er als Parodie auf die damals gängigen Verfolgungsjagden in Zeichentrickfilmen konzipiert hatte. Maltese blieb die nächsten zehn Jahre der alleinige Autor für diese Figuren, die von Chuck Jones in Szene gesetzt wurden. 1952 hatten der Hund Marc Antony und das Kätzchen Pussyfoot ihren ersten Auftritt in dem Cartoon Feed the Kitty. Chuck Jones und Michael Maltese ließen beide in insgesamt fünf Filmen auftreten. Für den 1955 veröffentlichten Kurzfilm One Froggy Evening kreierte Maltese den (nicht immer) singenden Frosch Michigan J. Frog, der Mitte der 1990er Jahre zum Maskottchen des Fernsehsenders The WB wurde. Für diesen Cartoon schrieb Maltese zusammen mit dem Komponisten Milt Franklyn den Ragtime The Michigan Rag. 
Als Warner Bros. im Juni 1953 das Zeichentrickstudio für mehrere Monate schloss, wechselte Michael Maltese zu Walter Lantz Productions, wo er mit Tex Avery zusammenarbeitete. Malteses Gastspiel bei Lantz endete nach 14 Monaten und resultierte nur in einem Kurzfilm, dem Chilly-Willy-Cartoon The Legend of Rockabye Point. Maltese kehrte zu Warner Bros. zurück und arbeitete wieder mit Chuck Jones zusammen, der zwischenzeitlich bei Disney untergekommen war.
Im Oktober 1958 verließ Maltese endgültig Warner, nachdem er in 20 Jahren an rund 200 Filmen gearbeitet hatte. Er wechselte zu dem von William Hanna und Joseph Barbera gegründeten Studio Hanna-Barbera, das sich auf die Produktion von Zeichentrickfernsehserien spezialisiert hatte. Maltese schrieb Episoden für die Serien Hucky und seine Freunde, Die Yogi Bär Show, Quick und seine Freunde, Familie Feuerstein und Die Jetsons. Für die Serie Wacky Races – Autorennen Total, die 1968 ihre Premiere feierte, sowie für ihren Spin-off Fliegende Männer in tollkühnen Kisten lieferte Maltese zahlreiche Ideen, die teilweise an seine Road-Runner-Geschichten erinnerten. Seine letzte Arbeit für Hanna-Barbera war 1971 die Serie The Funky Phantom.
Michael Maltese starb kurz nach seinem 73. Geburtstag in Los Angeles.

## Filmografie (Auswahl)
- 1941: Hiawathas Hasenjagd (Hiawatha’s Rabbit Hunt)
- 1941: Musik am Bau (Rhapsody in Rivets)
- 1945: Herr Meets Hare
- 1947: Sylvester zieht den Kürzeren (Tweetie Pie)
- 1948: Der preisgekrönte Mäusefänger (Mouse Wreckers)
- 1949: Dicke Luft (For Scent-imental Reasons)
- 1953: Entnervte Ente (Duck Amuck)
- 1954: From A to Z-Z-Z-Z
- 1955: The Legend of Rockabye Point
- 1957: Der Ring der Niegelungen (What’s Opera, Doc?)
- 1959–1961: Quick und seine Freunde (The Quickdraw McGraw Show)
- 1960: High Note
- 1979: Bugs Bunnys wilde, verwegene Jagd (The Bugs Bunny/Road-Runner Movie)
- 1983: Was haben wir gelernt, Charlie Brown? (What Have We Learned, Charlie Brown?)
- 1988: Daffy Duck’s Quackbusters